# Papa-lagarta-do-mangue
Cuco-dos-mangais ou papa-lagarta-do-mangue (Coccyzus minor) é uma ave cuculiforme da família Cuculidae.

## Distribuição Geográfica
O Papa-lagarta-do-mangue é residente do sul da Flórida nos Estados Unidos, no Caribe , nas costas do México e da América Central, e na costa atlântica da América do Sul até a foz do rio Amazonas.